# Heinrich Sander (Politiker)
Heinrich Sander (* 30. Juli 1910 in Golmbach; † 19. September 1982 in Stadtoldendorf) war ein deutscher Landwirt und Politiker (FDP).

## Leben und Beruf
Sander wurde als Sohn eines Landwirts geboren. Nach dem Besuch des Gymnasiums in Holzminden absolvierte er eine Ausbildung an den landwirtschaftlichen Lehranstalten in Helmstedt. 1938 übernahm er den väterlichen Hof, den er zu einem anerkannten Lehrbetrieb ausbaute. Von 1939 bis 1945 nahm er als Soldat am Zweiten Weltkrieg teil.
Sander war seit 1947 Vorsitzender des Ausschusses Gemüsebau und Mitglied des Hauptausschusses Ackerbau und Pflanzenschutz der Deutschen Landwirtschaftsgesellschaft. Außerdem war er Mitglied des Bundesausschusses für Obst und Gemüse beim Deutschen Bauernverband (DBV) und Mitglied in verschiedenen Ausschüssen und Kuratorien der Landwirtschaftskammer sowie des Niedersächsischen Ministeriums für Ernährung, Landwirtschaft und Forsten. Darüber hinaus fungierte er als Vorstandsmitglied beim Holzmindener Kreisverband des Niedersächsischen Landvolkes.
Sein Sohn Hans-Heinrich Sander (FDP) war von 2003 bis 2012 Umweltminister des Landes Niedersachsen.

## Partei
Sander trat zum 1. Oktober 1931 in die NSDAP ein (Mitgliedsnummer 677.336). Nach 1945 schloss er sich der FDP an und war bei den Liberalen Vorsitzender des Agrarausschusses Niedersachsen sowie Mitglied des Agrarausschusses auf Bundesebene.

## Abgeordneter
Sander war nach 1945 Kreistagsmitglied des Kreises Holzminden. Dem Deutschen Bundestag gehörte er von 1957 bis 1969 an. Er war stets über die Landesliste Niedersachsen ins Parlament eingezogen.

## Ehrungen
- 1968: Verdienstkreuz 1. Klasse der Bundesrepublik Deutschland